# Take a Hard Ride
Take a Hard Ride (br Cavalgada Infernal) é um filme de faroeste ítalo-americano de 1975, dirigido por Antonio Margheriti. A realização traz influências estilísticas do spaghetti westerns, particularmente pela participação como vilão de Lee Van Cleef e do destaque à trilha sonora de autoria de Jerry Goldsmith. As locações — simulando a fronteira do México com os Estados Unidos — são das Ilhas Canárias.

## Elenco
- Jim Brown...Pike
- Lee Van Cleef...Kiefer
- Fred Williamson...Tyree
- Catherine Spaak...Catherine
- Jim Kelly...Kashtok
- Dana Andrews...Morgan (participação especial)
- Barry Sullivan...Kane
- Harry Carey, Jr....Dumper
- Robert Donner...Skave
- Charles McGregor...Cloyd
- Leonard Smith...Cangey
- Ronald Howard...Halsey
- Ricardo Palacios...Calvera
- Robin (Baker)Levitt...Chico
- Buddy Joe Hooker...Angel

## Sinopse
O pecuarista de Sonora no México, Bob Morgan, cruza a fronteira e negocia seu gado nos Estados Unidos, ao lado de seu capataz Pike. Após pagar e liberar os vaqueiros, Morgan fica com a grande soma de 86.000 dólares em dinheiro.